# مثبطات أكسيداز الزانتين

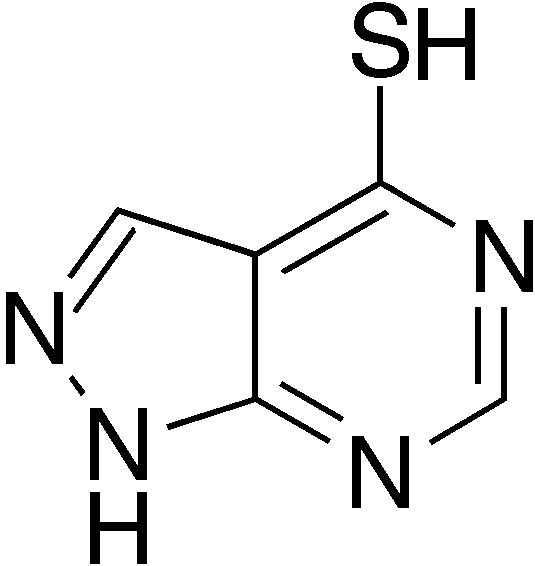
توتومير من ثيويزوبورين.

مثبطات أكسيداز الزانتين (بالإنجليزية: Xanthine oxidase inhibitors)‏ هي مجموعة تضم أي مادة لها القدرة على تثبيط إنزيم أوكسيداز الزانثين المهم في عملية أيض البورين.
إن تثبيط إنزيم أوكسيداز الزانثين عند الإنسان يؤدي إلى تقليل إنتاج حمض اليوريك. وهنالك عدة أدوية تثبط إنزيم أوكسيداز الزانثين وتستخدم في علاج فرط حمض يوريك الدم والأمراض المتعلقة به مثل النقرس. كما تجرى الدراسات حول استخدامها في علاج إصابة إعادة التروية.
يوجد نوعين من مثبطات أكسيداز الزانتين:
- مماثلات البورين مثل:
  - ألوبيورينول
  - أوكسي بورينول[2]
  - تيسوبورين
- أخرى، مثل:
  - فيبوكسوستات[3]
  - توبيروكسوستات
  - إينوزيتولات (حمض الفيتيك وميو إينوزيتول)